# 澜沧栎
澜沧栎（学名：Quercus kingiana）是壳斗科栎属的植物。分布于泰国、缅甸以及中国大陆的云南等地，生长于海拔800米至1,600米的地区，常生于山坡及森林中，目前尚未由人工引种栽培。

## 别名
薄叶高山栎（云南植物志）